# 密懐法
密懐法（びっかいほう）とは、密通に関する処理を定めた法令。元は武家法に由来している。明治以後の姦通罪に相当する。
中世においては成文法と慣習法の不一致が見られた。前者においては『御成敗式目』の34条において、「姦夫は強姦・和姦を問わずに所領の半分を没収し、出仕を止め。所領を持っていない場合には遠流とする。姦婦も同罪」と記されていた。しかし、後者においては本夫が姦夫を「宿世の敵」として討ち取る婦敵討（めがたきうち）が行われていた。だが、婦敵討が行われた場合、本夫が姦夫の不正の証拠を出そうにも、肝心の相手を討ち取ってしまったために自白させることが不可能となり、殺人罪として処罰されることがあった。
ところが、文明11年（1479年）に室町幕府によって、ある意味で画期的な判決が打ち出された。姦夫を妻敵討として殺害した本夫が姦夫の親族から殺人罪で告発された裁判では、本夫が姦通を理由に先に妻を殺害してしまえばその原因を作った姦夫は妻敵になるのであるから、本夫が妻敵討を行っても殺人罪とはならず無罪となるという判決である。この判例における、慣習法に則した「姦夫姦婦殺害」の容認という発想は、家庭内にまで領主権力を及ぼしたい戦国大名に歓迎され、分国法に次々と導入された。『塵芥集』や『六角氏式目』では姦婦の殺害を定め（ただし、寝所で姦夫を討ち取った場合には姦婦の殺害は必要としない）、『長宗我部元親百箇条』に至っては本夫が姦婦を殺害しない場合には、姦夫・姦妻・本夫全て死刑と定めている。
江戸幕府でも『公事方御定書』においては、自力救済を否定しつつ、武士の家の倫理を強制する立場から敵討と妻敵討は例外とした。また、娘が姦通した場合には親権の侵害として父親が娘を殺害することも許された（なお、同法令では従来黙認されていた武士以外の庶民の妻敵討は分を弁えないものとして厳罰に処せられた）。もっとも、妻敵討が行われると、本夫が寝取られたという事実を外部に明らかにする事となり、却って武士の面目が失われるという考え方もあった。このため、「間男7両2分」の賠償金を姦夫から取り立てたり、姦婦を離縁することで内々に事態の収拾を図るという例が多かったのである。